# II Korpus Krakowski

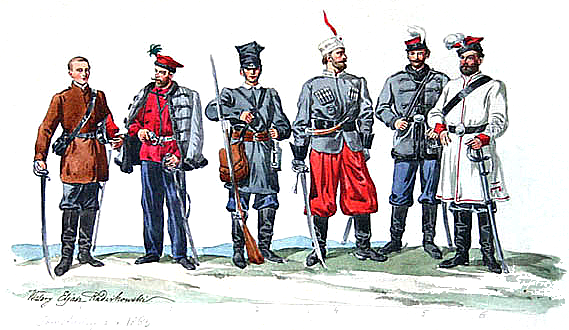
Umundurowanie oddziałów powstańczych

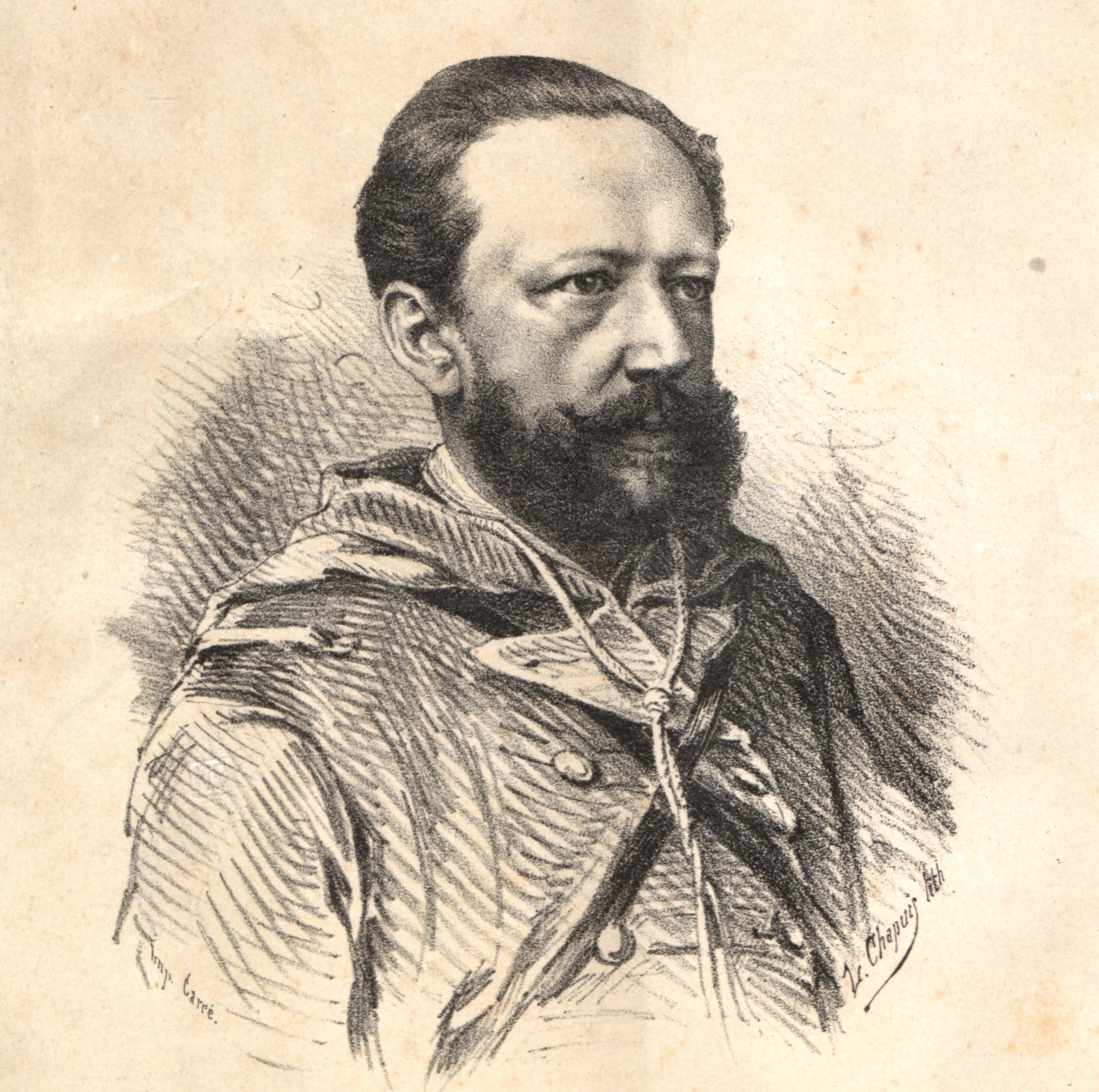
Józef Hauke-Bosak, dowódca II Korpusu

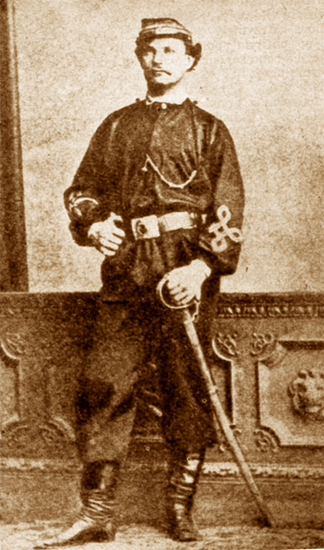
ppłk Karol Kalita – Rębajło

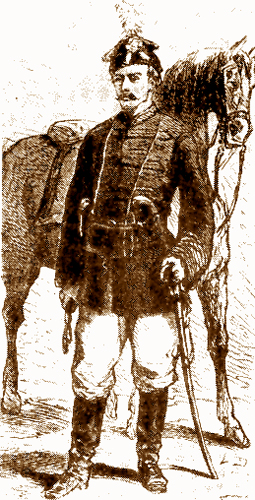
Lansjer

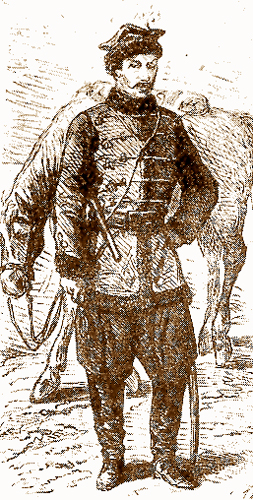
Huzar

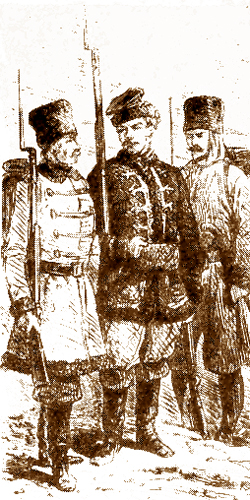
Fizylier

II Korpus „Krakowski” – korpus sił powstańczych okresu powstania styczniowego
Główny cel, jaki postawił sobie Romuald Traugutt po objęciu władzy nad powstaniem, to przekształcenie oddziałów partyzanckich w rzeczywistą siłę zbrojną. Dekretem z dnia 15 grudnia 1863 r. powołał regularne oddziały aż do poziomu korpusu. Ograniczył samodzielność istniejących oddziałów, zakazał dowolnego ich formowania i rozformowywania, stawały się one tym samym składową większych formacji.
W zamyśle miało powstać pięć korpusów, cztery na terenie Królestwa, piąty na Litwie i miały tworzyć kadry przyszłej masowej formacji dla potrzeb planowanej kolejnej kampanii. W praktyce udało się stworzyć zalążki dwu – II Korpus („Krakowski”) pod dowództwem Józefa Bosaka i I Korpus „Lubelski” – Michała Heydenreicha-Kruka, w pozostałych województwach istniały one tylko na papierze.

## Formowanie
Wykorzystując duże kompleksy leśne i trudno dostępne tereny w rejonie Gór Świętokrzyskich oraz „żywy” ruch powstańczy na tym terenie Józef Hauke skonsolidował niewielkie, nieźle uzbrojone, samodzielnie działające oddziały powstańcze tworząc w okolicach Cisowa kilkutysięczne zgrupowanie. Przewidywany stan kompanii piechoty miał wynosić 5 oficerów i 74 żołnierzy dla kompanii kosynierów 5 oficerów i 82 żołnierzy, z pośrednich źródeł wynika że zasada organizacyjna wszystkich dywizji miała być identyczna z organizacją dywizji krakowskiej.
Korpus podzielony był na trzy dywizje: dywizja – 4 pułki po 2 bataliony pułkowe składające się z 8 kompanii i 2 plutonów rakietników, batalionu kosynierów (4 kompanie), oraz dodatkowo batalion rezerwowy (4 kompanie i pluton rakietników). Skład dywizji uzupełniała kawaleria dywizji w składzie 4 szwadronów liniowych i 4 rezerwowych, oraz artyleria dywizji składająca się z plutonu dwudziałowego.
Ani jedna dywizja nie osiągnęła pełnego stanu osobowego, a dywizja kaliska była jedynie w fazie szczątkowej, najwyższa stopień organizacji, wyszkolenia i wyposażenie posiadała dywizja krakowska.
Dowódca II Korpusu gen. Józef Hauke-Bosak.

## Dywizja Krakowska
Dowódca płk Apolinary Kurowski, mjr Ludwik Topór-Zwierzdowski

### Pułk Kielecki(im. Chmieleńskiego)
Dowódca mjr Julian Rosenbach
- 1 i 2 batalion piechoty (8 kompanii i 2 plutony rakietników),
- batalion kosynierów kieleckich (4 kompanie),
- batalion rezerwowy kielecki (4 kompanie i pluton rakietników).

### Pułk Miechowski
Dowódca ppłk Bogdan
- 3 i 4 batalion piechoty (8 kompanii i 2 plutony rakietników),
- batalion kosynierów miechowskich (4 kompanie),
- batalion rezerwowy miechowski (4 kompanie i pluton rakietników).

### Pułk Stopnicki
Dowódca ppłk Karol Kalita-Rębajło
- 5 i 6 batalion piechoty (8 kompanii i 2 plutony rakietników),
- batalion kosynierów stopnickich (4 kompanie),
- batalion rezerwowy stopnicki (4 kompanie i pluton rakietników).

### Pułk Olkuski
Dowódca mjr Andrzej Denisewicz
- 7 i 8 batalion piechoty (8 kompanii i 2 plutony rakietników),
- batalion kosynierów olkuskich (4 kompanie),
- batalion rezerwowy olkuski (4 kompanie i pluton rakietników).

### Kawaleria dywizji
Dowódca mjr Solbach
- 4 szwadrony liniowe,
- 4 szwadrony rezerwowe

### Artyleria dywizji
Dowódca nieznany
- pluton dwudziałowy

## Dywizja Sandomierska

### Pułk Opoczyński
Dowódca Jan Rudowski
- 1 kadrowy batalion strzelców – d-ca mjr Mateusz Bezkiszkin,
- 2 batalion – d-ca Majewski, następnie kpt. Walter,
- 3 batalion – d-ca mjr Mieczysław Szemiot,
- szwadron jazdy – d-ca rtm. (?) Solbach
- 50 kawalerzystów stanowiących osobistą eskortę J. Rudowskiego

### Pułk Radomski
Dowódca mjr Michalski?

### Pułk Opatowski
Dowódca mjr Liwocz (Zajkowski)

### Pułk Sandomierski
Dowódca?

### Kawaleria dywizji
Dowódca mjr Markiewicz

### Artyleria dywizji
Dowódca?

## Dywizja Kaliska
Dowódca płk Koperski
brak danych!

## Działania zbrojne
Oddziały II Korpusu stoczyły kilka potyczek między innymi pod: Ociesękami, Chmielnikiem, Iłżą.
W lutym 1864 roku wojska rosyjskie w sile 4-5 tysięcy ludzi przygotowały obławę na siły II Korpusu. Plan dowództwa rosyjskiego zakładał koncentryczny atak na Cisów z kilku kierunków.
Atak nastąpił z trzech kierunków od: zachodu, północy i południa z kierunku wschodniego okrążenie miał zamknąć rosyjski garnizon Opatowa, powstańcom udało się przechwycić adresowane do dowódcy garnizonu opatowskiego rozkazy i ogólny plan likwidacji sił powstańczych. Dlatego też A. Kurowski (wówczas szef sztabu) i Ludwik Zwierzdowski (dowódca Dywizji Krakowskiej) baz wahania podjęli decyzję przełamania okrążenia połączonego z atakiem na Opatów. Bitwa opatowska nie przyniosła rozstrzygnięcia w kulminacyjnej fazie A. Kurowski (zastępujący rannego Zwierzdowskiego) zarządza odwrót, jednak przyjęty kierunek odwrotu (do Cisowa z którego chciały wcześniej uciec) okazał się tragiczny dla sił powstańczych.
Bitwa opatowska i jej konsekwencje praktycznie kończą istnienie II Korpusu, a jednocześnie powstanie styczniowe.